# ŁKZ TE33A
TE33A (TЭ33A) – amerykańska lokomotywa spalinowa produkowana od 2009 roku początkowo przez GE Transportion będącej działem GE Infrastructure należącego do koncernu General Electric, a niedługo potem przez kazachskie zakłady Łokomotiw kurastyru zauyty (kaz. Локомотив құрастыру зауыты) na potrzeby rynku państw WNP.

## Eksploatacja
Lokomotywy typu TE33A weszły do eksploatacji w sześciu krajach byłego Związku Radzieckiego i dotychczas wyprodukowano więcej niż 300 sztuk lokomotyw tego typu.
| Państwo      | Rok dostaw | Liczba    | Użytkownik               |
| ------------ | ---------- | --------- | ------------------------ |
| Azerbejdżan  | 2015–2016  | 10        | Koleje Azerbejdżańskie   |
| Kazachstan   | od 2009    | ponad 300 | Kazakstan temyr żoły     |
| Kirgistan    | 2013–2014  | 6         | KTJ                      |
| Mołdawia     | 2018–2020  | 12        | Calea Ferată din Moldova |
| Mongolia     | 2009       | 1         | UBTZ                     |
| Tadżykistan  | 2012       | 5         | Koleje Tadżykijskie      |
| Turkmenistan | 2014       | 1         | Koleje Turkmeńskie       |

Od 5 maja do 23 czerwca 2015 PKP Linia Hutnicza Szerokotorowa testowała lokomotywę TE33A-9999. Poprowadziła ona najdłuższy i najcięższy pociąg w historii przewoźnika, a także najdłuższy i najcięższy pociąg prowadzony pojedynczą sześcioosiową lokomotywą spalinową w Europie.